# Alice Brauner

Alice Brauner (2021)

Alice Brauner (* 12. Januar 1966 in West-Berlin) ist eine deutsche Journalistin und Filmproduzentin.

## Leben und Wirken
Alice Brauner ist die Tochter des Filmproduzenten Artur Brauner. Nach dem Abitur studierte sie Neuere Geschichte, Politische Wissenschaften und Romanistik an der Freien Universität Berlin und volontierte im Anschluss bei der linksliberalen Wochenzeitung Spandauer Volksblatt. Nach ihrer Tätigkeit als Redakteurin für verschiedene Printmedien wurde sie Interviewerin und Referentin bei der Stiftung Survivors of the Shoah Visual History Foundation. Die von Steven Spielberg gegründete Stiftung archiviert Berichte von Überlebenden der Schoah.
Es folgte 1999 die Promotion am Zentrum für Antisemitismusforschung der Technischen Universität Berlin über „Antidemokratische und antisemitische Tendenzen in der Neuen Rechten in Deutschland“ bei Wolfgang Benz.
Im Jahr 1999 wurde sie Moderatorin des politischen Streitgesprächs Auf den Punkt Berlin, das TV Berlin ausstrahlte. Beim gleichen Sender bekam Brauner ein Jahr später ihre eigene Talk-Show Alice, in die sie einmal wöchentlich einen prominenten Gast aus Politik, Kultur, Wirtschaft, Medien oder Sport einlud.
Sie wechselte 2001 zu n-tv. In ihrer Sendung Seite 17 (von 2001 bis 2003 auf n-tv) stellte sie unter anderem politische Bücher und deren Autoren vor. Der Büchertalk Seite 17 lief parallel auch einige Monate bei XXP-Spiegel-TV und wurde dort jeden zweiten Samstag um 22 Uhr ausgestrahlt.
2006 begann sie als Filmproduzentin an der Seite ihres Vaters Artur Brauner zu arbeiten. In der preisgekrönten CCC-Filmkunst-Produktion Der letzte Zug fungierte sie als Associate Producer.
Seit 2008 ist sie Geschäftsführerin der CCC Filmkunst-Tochter CCC Cinema und Television GmbH. In dieser Eigenschaft entwickelte sie mit dem Münchner Autor Daniel Wolf den TV-Film So ein Schlamassel im Auftrag der ARD Degeto. Im Februar 2009 begannen die Dreharbeiten zu dieser, ihrer ersten eigenen Produktion, die am 29. Januar 2010 in der ARD erstausgestrahlt wurde.
Im Mai 2009 gründete sie die CCC Cinema und Television GmbH, Niederlassung München. Nach dem Tod ihres Vaters im Juli 2019 übernahm sie zudem die Geschäftsführung der CCC Filmkunst.
Für die CCC Filmkunst zeichnet sie für die Entwicklung von Kinostoffen verantwortlich, unter anderem für die Kinoproduktion Wunderkinder, die Tragikomödie Auf das Leben!, die ihre Weltpremiere am 27. August 2014 auf dem Filmfestival in Montreal feierte, und den Kinofilm Crescendo, dessen Weltpremiere am 4. Juli auf dem Filmfest München 2019 stattfand. Am 16. Januar 2020 startete das Musikdrama bundesweit im Kino.
Im Jahr 2015 begann sie mit der umfassenden Sanierung der eigenen CCC Filmstudios in Berlin-Spandau, in der von Januar bis März 2017 der gesamte Studioanteil der ersten deutschen Netflix-Serie Dark gedreht wurde. 2017 ging es mit der Fortsetzung der erfolgreichen Ufa-Miniserie Ku’damm 56 unter dem Titel Ku’damm 59 weiter. Auch hierfür wurde der komplette Studioanteil in den CCC Filmstudios gedreht genauso wie der Studioanteil der dritten Staffel Ku’damm 63. Auch weitere Netflix-Serien wie z. B. Das Damengambit wurden 2019/20 in den Spandauer Ateliers gedreht. 2022 entstand u. a. in den CCC-Filmstudios unter der Regie von Robert Schwentke die dystopische Sky-Serie Helgoland 513 (Produzent: Ufa)
Zudem stand Brauner von 2019 bis 2021 wieder vor der Kamera und moderierte für Phoenix das TV-Format Bilder der Geschichte. Am 3. September 2019 führte sie als Host für Arte durch die zweiteilige Dokumentation Jüdisch in Europa.
Alice Brauner ist mit dem Münchner Unternehmer Michael Zechbauer, Sohn von Peter Max Zechbauer (* 1933) (vgl. Zechbauer Tabakwaren), verheiratet und hat zwei Söhne. Sie lebt mit ihrer Familie in Berlin.
Sie ist Mitglied der Deutschen Filmakademie, seit 2017 Jurymitglied des Deutschen Hörfilmpreises und war von 2019 bis 2022 in der Jury des Shimon-Peres-Preises. Seit September 2022 ist sie stellvertretende Vorstandsvorsitzende des Freundeskreises Yad Vashem Deutschland e. V.

## Publikationen
- Alice Brauner-Orthen: Die Neue Rechte in Deutschland. Antidemokratische und rassistische Tendenzen. Leske + Budrich, Leverkusen-Opladen 2001, ISBN 3-8100-3078-3 (Dissertation, TU Berlin, 1999).
- Alice Brauner: Was Sie schon immer über Rauch wissen wollten…. In: Deutsches Filminstitut (Hrsg.): Thank you for Smoking. Die Zigarette im Film. belleville Verlag Michael Farin, München 2014, ISBN 978-3-943157-96-3.
- Alice Brauner: Nichts für schwache Nerven. In: Anabel Ternès von Hattburg, Juliane Reiber (Hrsg.): Gründen mit Erfolg. Das eigene Startup-Unternehmen. Springer Gabler, Wiesbaden 2020, ISBN 978-3-658-25564-0.
- Alice Brauner: Interview. In: Marianne von Waldenfels (Hrsg.): Lufthansa City Guide Tel Aviv. Callwey Verlag, 2020, ISBN 978-3-7667-2463-2.
- Alice Brauner (Hrsg.): CCC Filme in aller Welt. Werkkatalog der CCC Filmkunst, Berlin 2021, ISBN 978-3-00-068277-3.
- Alice Brauner: Also dann in Berlin... Artur und Maria Brauner. Eine Geschichte vom Überleben, von großem Kino und der Macht der Liebe. S. Fischer, Frankfurt am Main 2021, ISBN 978-3-10-397060-9.
- Alice Brauner, Heike Gronemeier: Münter & Kandinsky. Von der Macht der Farben und einer fatalen Liebe. Penguin Random House Verlagsgruppe, München 2024, ISBN 978-3-328-60370-2.

## Filmografie
- 2006: Der letzte Zug (Kino) – Regie: Joseph Vilsmaier und Dana Vávrová
- 2009: So ein Schlamassel (TV, ARD Degeto) – Regie: Dirk Regel
- 2011: Wunderkinder (Kino) – Regie: Marcus O. Rosenmüller
- 2012: Götter wie wir (TV-Serie) – Regie: Carsten Strauch (Koproduktion von Razor Film, Carsten Strauch Filmproduktion, Magna Mana und CCC Cinema und Television)
- 2012: Rosas Welt – 70 neue Filme von Rosa von Praunheim (Porträt von Maria und Alice Brauner, rbb)
- 2013: Mission Housemen (Web-Serie) – Regie: Christoph Klünker (in Zusammenarbeit mit ProSiebenSat.1 Digital)
- 2014: Auf das Leben! (Kino) – Regie: Uwe Janson (in Koproduktion mit MZ-Film, ZDF, Arte)
- 2017: Marina, Mabuse und Morituri – 70 Jahre Deutscher Nachkriegsfilm, Regie: Kathrin Anderson, (in Koproduktion mit SympathieFilm)
- 2018: Die Aldi-Brüder (TV), Regie: Raymond Ley (Produktion der AVE Publishing GmbH & Co. KG mit dem WDR in Koproduktion mit der CCC Filmkunst)
- 2018: Die 1000 Glotzböbbel vom Dr. Mabuse (Kino), Regie-Neufassung: Dominik Kuhn (Koproduktion der CCC Filmkunst, Starpatrol Entertainment und Niama Film)
- 2018: Der Unerschrockene (Dokumentation), Regie: Oliver Schwehm, Kathrin Anderson (Produktion der CCC Filmkunst in Zusammenarbeit mit SympathieFilm, SWR und Arte)
- 2019: bilder der geschichte (TV-Format, phoenix), Moderation Staffel 1 und 2
- 2019: Jüdisch in Europa (TV-Format Teil 1 und 2, Arte), Moderation/Host
- 2019/2020: Crescendo (Kino), Regie: Dror Zahavi (Produktion der CCC Filmkunst in Koproduktion mit Servus TV, MZ-Film, Filmvergnuegen, Niama Film und Ave Publishing)
- 2020: bilder der geschichte (TV-Format, phoenix), Moderation Staffel 3 und 4
- 2020: Matze, Kebab und Sauerkraut (TV-Film) Culture Clash-Komödie für das ZDF, Regie: Christoph Schnee
- 2020: bilder der geschichte (TV-Format, phoenix), Moderation Staffel 5
- 2021: bilder der geschichte (TV-Format, phoenix), Moderation Staffel 6
- 2022: Das System Söring (Podcast, 8 Folgen), (Produktion der CCC Cinema und Television gemeinsam mit argon.lab)
- 2023: Mord. Macht. Medien. Der Fall Jens Söring (TV-Serie und Film), (Produktion der CCC Cinema und Television in Koproduktion mit argonfilm in Zusammenarbeit mit NDR und SWR)
- 2024: Münter & Kandinsky (Kino), Regie: Marcus O. Rosenmüller, (Produktion der CCC Cinema und Television in Koproduktion mit MZ-Film. Pamy Mediaproductions und Gretchenfilm), Weltpremiere am 5. Juli 2024 auf dem 41. Filmfest München, 2024 für den Rheingold-Publikumspreis auf dem Festival des Deutschen Films in Ludwigshafen, im Wettbewerb der Filmtage Oberschwaben 2024

## Preise und Auszeichnungen
- Bayerischer Filmpreis 2006 für den Film Der letzte Zug (Sonderpreis der Jury für die Regisseure Joseph Vilsmaier und Dana Vávrová)
- 28th Jerusalem Film Festival 2011: The Avner Shalev Yad Vashem Chairman’s Award for Wunderkinder
- 41st International Children’s and Youth Film Festival Giffoni: The Presidency of the Italian Senate Award for Wunderkinder
- European Children’s Film Association ECFA Award 2011 for Wunderkinder
- Percorsi Creativi 2011: The CGS Award (Social-cultural Cineclubs for Young People Award) for Wunderkinder
- Atlanta Jewish Film Festival: Audience Award for Best Narrative Feature 2012 for Wunderkinder
- San Diego Jewish Film Festival: Audience Award for Best Film 2012 for Wunderkinder
- 6th Los Angeles Jewish Film Festival: Audience Award – Best Film 2012 for Wunderkinder
- Berkshire International Film Festival: Audience Award for Best Film 2012 for Wunderkinder
- 17th Annual Stony Brook Film Festival: Audience Choice Award – Best Film 2012 for Wunderkinder
- 23rd Palm Springs International Film Festival 2012: Wunderkinder, nominated for Best Narrative Feature Film
- Austrian Golden Romy Award, Österreichischer Filmpreis: Goldene Romy 2012 als beste Produzentin Kinofilm für Wunderkinder[7]
- Deutscher Fernsehpreis 2013 für Götter wie wir in der Kategorie Comedy, eine Koproduktion von Razor Film, Carsten Strauch Filmprod., Magna Mana und CCC Cinema und Television
- Auf das Leben! Honorable Mention Audience Award 2015 Los Angeles Jewish Film Festival
- Auf das Leben! Gewinner des Publikumspreises 2015 beim 13. Deutschen Hörfilmpreis
- Auf das Leben! Vienna Film Award 2015 für die beste Deutsche Kinoproduktion für Alice Brauner
- Auf das Leben! – To Life! am 29. Januar 2015 der Eröffnungsfilm des 19th Berlin & Beyond Film Festival in San Francisco, gleichzeitig die US-Premiere
- To Life! (Auf das Leben!) Best Film San Diego Jewish Film Festival 2016
- 2016: Askania Award für das Lebenswerk an die CCC-Film für Artur und Alice Brauner
- 2017: Veuve Cliquot Business Woman Award (Deutschland) als mutigste und innovativste Unternehmerin des Jahres
- 2019: Festival des deutschen Films: RHEINGOLD Publikumspreis für CRESCENDO #makemusicnotwar
- 2019: Warsaw Jewish Film Festival: Honorary Camera of David Award Winner and Audience Award for CRESCENDO #makemusicnotwar
- 2019: Gershon Klein Film Award for „Best German Film with Jewish Issue“ für CRESCENDO #makemusicnotwar
- 2020: ADele (Deutscher Hörfilmpreis): CRESCENDO #makemusicnotwar für die beste Audiodeskription in der Kategorie „Kinofilm“
- 2020: New York Jewish Film Festival: CRESCENDO #makemusicnotwar Official Selection
- 2020: CRESCENDO #makemusicnotwar Winner Audience Award Best Feature San Diego Jewish Film Festival
- 2020: Cinema for Peace Honorary Award 2020 für Crescendo
- 2020: Heimat Europa Filmfestspiele Official Selection CRESCENDO #makemusicnotwar in Competition
- 2020: Matze, Kebab und Sauerkraut Premiere auf dem Festival des Deutschen Films in Ludwigshafen 2020
- 2020: CRESCENDO #makemusicnotwar Winner Audience Award Best Feature Teaneck International Film Festival
- 2021: ADele (Deutscher Hörfilmpreis): Der Garten der Finzi Contini für die beste Audiodeskription in der Kategorie „Filmerbe“
- 2022: CRESCENDO #makemusicnotwar Best Film by Popular Jury 25th SAO PAULO JEWISH FILM FESTIVAL
- 2024: Münter & Kandinsky auf dem Festival des Deutschen Films in Ludwigshafen, nominiert für den Rheingold-Publikumspreis
- 2024: Münter & Kandinsky Filmtage Oberschwaben im Wettbewerb
- 2024: Münter & Kandinsky Festival du Cinema Allemand, Paris
- 2025: Münter & Kandinsky nominiert für die ADele (Deutscher Hörfilmpreis)für die beste Audiodeskription in der Kategorie „Kinofilm“
- 2025: Münter & Kandinsky Festival del cinema tedesco, Rom 2